# Tratado Castro-Valenzuela
O Tratado Castro-Valenzuela foi um acordo fronteiriço assinado em 30 de março de 1865 na cidade de Bogotá entre os plenipotenciários José María Castro Madriz e Teodoro Valenzuela, representantes da República da Costa Rica e dos Estados Unidos da Colômbia, respectivamente, com a finalidade de resolver a indefinição da linha fronteiriça entre os dois países.
Nas primeiras instâncias das negociações, Castro propôs como fronteira uma linha reta que partiria desde Punta Burica, na costa do Oceano Pacífico, até a Ilha Escudo de Veraguas, no Mar do Caribe. Por sua vez, Valenzuela propôs que o limite fosse o mesmo que constava do Tratado Calvo-Herrán de 1856, ou seja, a linha que ia desde Punta Burica até a desembocadura do rio Doraces, no Atlântico.
As negociações foram realizadas em três sessões, que tiveram início em 6 de março e terminaram em 30 de março de 1865 com a assinatura do Tratado de Amizade, Comércio, Navegação e Fronteiras entre a República da Costa Rica e os Estados Unidos da Colômbia.   O tratado em seu artigo 2 definiu a fronteira da seguinte forma:

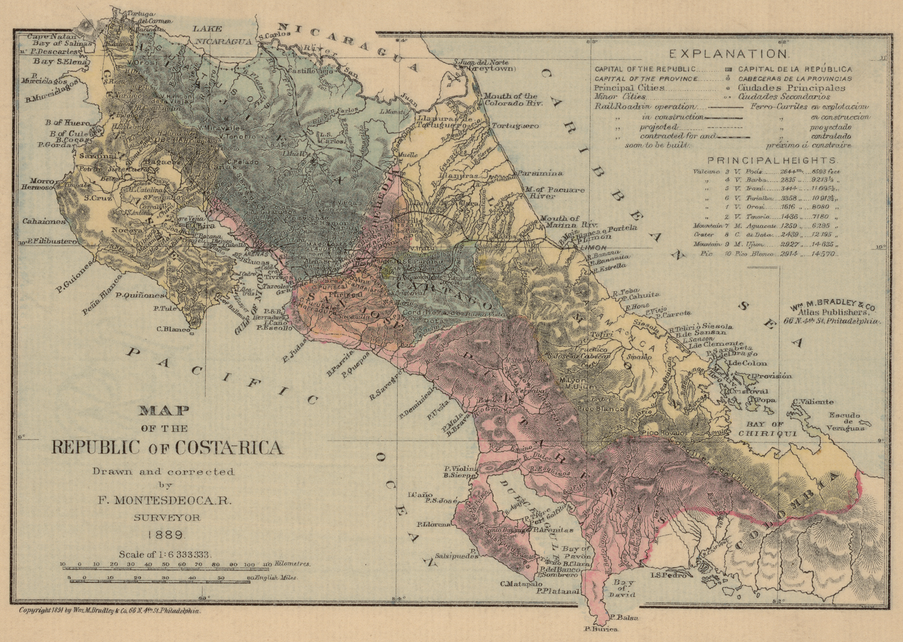
Mapa da Costa Rica de 1891, tendo a linha Castro-Valenzuela como limite com a Colômbia.

Embora o tratado tenha sido aprovado em primeira instância pelo Congresso colombiano, foi rechaçado dado que cidadãos costarriquenhos haviam participado de uma revolta ocorrida naquele mesmo ano no Estado Soberano do Panamá, entre eles o oficial Víctor Guardia Gutiérrez, o que gerou grande desconfiança em Bogotá. Além disso, grande parte da opinião pública colombiana rejeitava o acordo pois era considerado como um desprendimento de territórios históricos em troca da Costa Rica adotar princípios semelhantes aos da Constituição de Rionegro. Por sua vez, em San José também viam com desconfiança os termos do tratado, pois acreditava-se que o seu objetivo era inundar o país com colombianos e depois anexá-lo à federação. Depois disso, José María Castro foi afastado da missão diplomática em Bogotá.